# New York Avenue

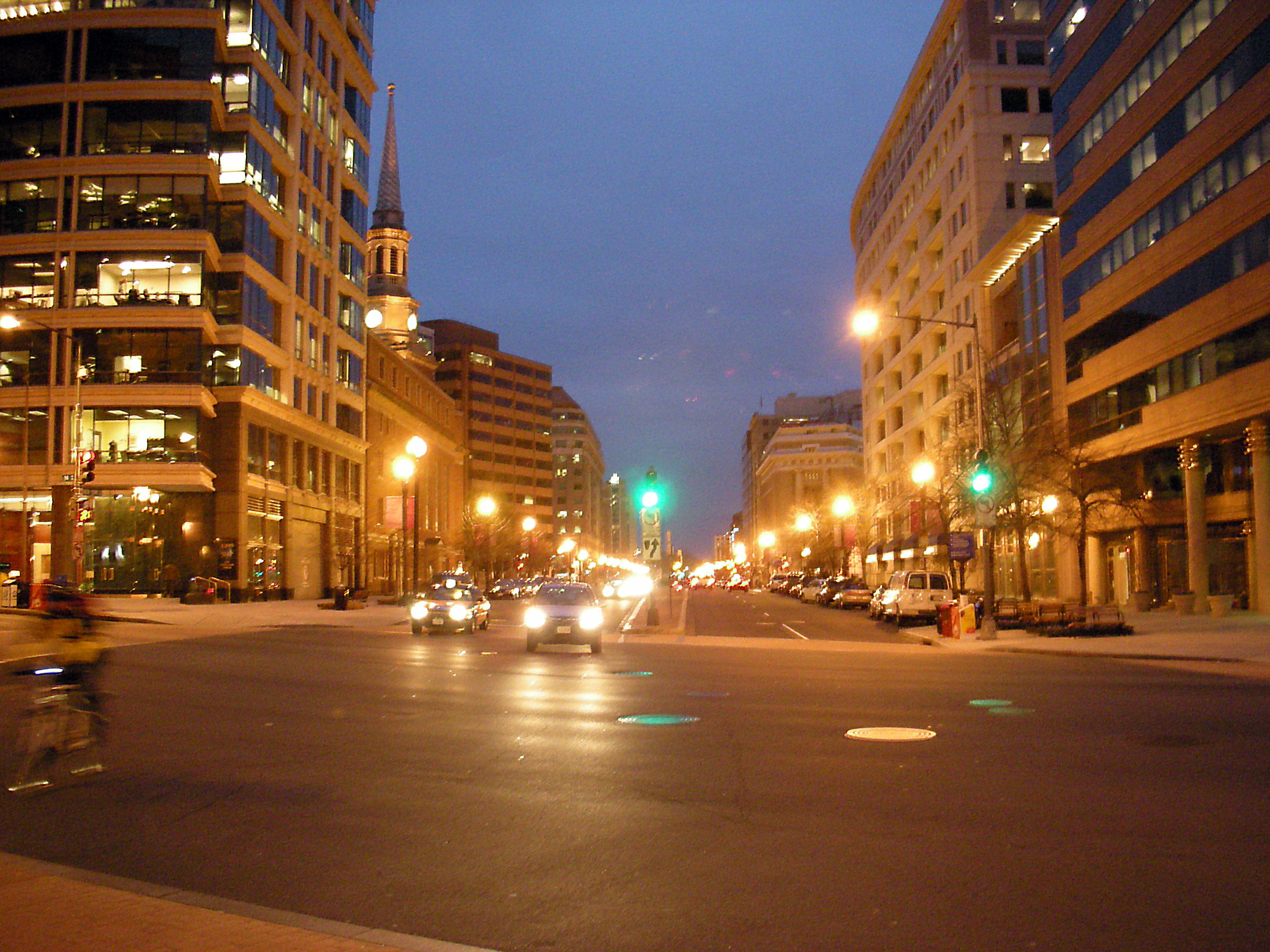
New York Avenue

New York Avenue is een van de diagonale hoofdstraten in de Amerikaanse hoofdstad Washington D.C. De straat begint iets ten oosten het Witte Huis bij het Lafayette Park en loopt in noordoostelijke richting tot aan de stadsgrens nabij Cheverly. Waar New York Avenue de straat Massachusetts Avenue kruist, ligt het plein Mount Vernon Square. New York Avenue loopt parallel aan de noordelijkere Rhode Island Avenue en is een van de oorspronkelijke straten in Pierre Charles L'Enfants plan voor de hoofdstad.
Bekende bouwwerken aan New York Avenue zijn het National Museum of Women in the Arts, het United States National Arboretum en het Washington Convention Center.
Het metrostation New York Avenue–Florida Avenue–Gallaudet University ligt aan New York Avenue.